# Electric Peak
Electric Peak je hora v Park County, na jihu Montany, v těsné blízkosti hranice s Wyomingem. Leží v severozápadní části Yellowstonského národního parku, v národním lese Gallatin National Forest. Electric Peak je s nadmořskou výškou 3 343 metrů nejvyšší horou pohoří Gallatin Range.